# Let’s Be Friends
Let's Be Friends – 37 album składankowy Elvisa Presleya.

## Strona pierwsza
| Utwór | Nagrany  | Film                 | Tytuł                          | Twórca(y)                                 | Czas |
| ----- | -------- | -------------------- | ------------------------------ | ----------------------------------------- | ---- |
| 1.    | 10/1/67  | Stay Away, Joe       | Stay Away, Joe                 | Ben Weisman, Sid Wayne                    | 1:37 |
| 2.    | 2/20/69  |                      | If I'm a Fool (For Loving You) | Stan Kesler                               | 2:43 |
| 3.    | 3/5/69   | Change of Habit      | Let's Be Friends               | Calvin Arnold, David Martin, Geoff Morrow | 1:53 |
| 4.    | 10/15/68 | Charro!              | Let's Forget About the Stars   | A.L. Owens                                | 1:49 |
| 5.    | 3/28/62  | Girls! Girls! Girls! | Mama                           | Charles O'Curran, Dudley Brooks           | 2:25 |

## Strona druga
| Utwór | Nagrany  | Film                   | Tytuł           | Twórca(y)                               | Czas |
| ----- | -------- | ---------------------- | --------------- | --------------------------------------- | ---- |
| 1.    | 1/23/69  |                        | I'll Be There   | Bobby Darin                             | 2:21 |
| 2.    | 10/23/68 | The Trouble with Girls | Almost          | Ben Weisman, Buddy Kaye                 | 1:39 |
| 3.    | 3/5/69   | Change of Habit        | Change of Habit | Ben Weisman, Buddy Kaye                 | 3:18 |
| 4.    | 3/5/69   | Change of Habit        | Have a Happy    | Ben Weisman, Dolores Fuller, Buddy Kaye | 2:41 |